# Donald auf Bärenjagd
Donald auf Bärenjagd (Originaltitel: Rugged Bear) ist ein US-amerikanischer Zeichentrick-Kurzfilm von Jack Hannah aus dem Jahr 1953.

## Handlung
In einer Ecke des Waldes schlafen die Bären friedlich, bis der Sprecher die Jagdsaison ankündigt. Sofort stürmen alle Bären erschreckt in ihren Bärenbau. Nur Bär Humphrey hat die Flucht verschlafen und steht nun vor verschlossener Höhle. Die Jäger erscheinen und Humphrey findet sich plötzlich im Kugelhagel wieder. Er rettet sich in ein Haus, das sich als Jagdhütte von Donald Duck entpuppt, der mit seiner Flinte von der Jagd zurückkommt. Humphrey rollt in seiner Not das Bärenfell vor dem Kamin zusammen und imitiert selbst das Fell.
Donald macht es sich auf ihm bequem, knackt im Maul des Bären Nüsse, öffnet an einem Zahn eine Flasche und rollt sich im Fell ein. Als ein Funken des Kaminfeuers auf das Bärenfell fällt, greift Donald zu rabiaten Löschmethoden und verfrachtet den gesamten Bären schließlich in die Waschmaschine. Da sich das gewaschene Bärenfell aufplustert, plättet Donald es kurzerhand mit einem Rasenmäher. Die Jagdsaison ist schließlich vorbei und Donald verlässt das Haus. Der vollkommen erschöpfte Humphrey bleibt zurück. Das zu Beginn zusammengerollte Bärenfell wiederum entpuppt sich ebenfalls als lebendiger Bär, der sich bei Humphrey bedankt, durch ihn der Tortur durch Donald entgangen zu sein.

## Produktion
Donald auf Bärenjagd kam am 23. Oktober 1953 als Teil der Disney-Trickfilmserie Donald Duck in Technicolor in die Kinos.

## Synchronisation
| Rolle             | Originalsprecher |
| ----------------- | ---------------- |
| Donald Duck       | Clarence Nash    |
| Humphrey, der Bär | Jimmy MacDonald  |

## Auszeichnungen
Donald auf Bärenjagd wurde 1954 für einen Oscar in der Kategorie „Bester animierter Kurzfilm“ nominiert, konnte sich jedoch nicht gegen Die Musikstunde durchsetzen.